# Waging am See
Waging am See är en köping (Markt) i Landkreis Traunstein i Regierungsbezirk Oberbayern i förbundslandet Bayern i Tyskland.
Kommunen ingår i kommunalförbundet Waging am See tillsammans med kommunerna Taching am See och Wonneberg.